# Padang Gading
Padang Gading is een bestuurslaag in het regentschap Muko-Muko van de provincie Bengkulu, Indonesië. Padang Gading telt 960 inwoners (volkstelling 2010).